# Daniel Arzani
Daniel Arzani (en persa: دانیال ارزانی‎; Jorramabad, Lorestán, Irán, 4 de enero de 1999) es un futbolista australiano que juega de centrocampista para el Ferencváros T. C. de la Nemzeti Bajnokság I de Hungría.

## Biografía
Empezó a jugar como futbolista en 2014 en el FFA Centre of Excellence, donde permaneció una temporada y anotó dos goles en veinte partidos de liga. Un año después, en 2016, se fue al equipo reserva del Melbourne City F. C. Su debut con el primer equipo se produjo el 2 de agosto de 2016 en un encuentro de la FFA Cup contra el Floreat Athena F. C.
El 9 de agosto de 2018 fichó por el Manchester City F. C. que, días más tarde, lo cedió dos temporadas al Celtic F. C. Tras haber finalizado el periodo de cesión en el conjunto escocés, para la temporada 2020-21 fue prestado al F. C. Utrecht. En enero de 2021 cambió de aires y se marchó hasta junio al Aarhus GF. En agosto del mismo año sumó una nueva cesión, en esta ocasión al Lommel S. K.
El 26 de julio de 2022 regresó al fútbol australiano tras fichar por el Macarthur F. C. para la temporada 2022-23. De cara a la siguiente se unió al Melbourne Victory F. C., donde en dos años marcó siete goles en 64 partidos.
En junio de 2025 volvió a Europa para jugar en el Ferencváros T. C. húngaro.

## Selección nacional
Ha sido internacional con la selección de Australia en 10 ocasiones anotando un gol.

## Clubes
| Club                    | País         | Año       | Partidos | Goles |
| ----------------------- | ------------ | --------- | -------- | ----- |
| Melbourne City F. C.    | Australia    | 2016-2018 | 26       | 2     |
| Celtic F. C. (cedido)   | Escocia      | 2018-2020 | 2        | 0     |
| F. C. Utrecht (cedido)  | Países Bajos | 2020-2021 | 5        | 0     |
| Aarhus GF (cedido)      | Dinamarca    | 2021      | 5        | 0     |
| Lommel S. K. (cedido)   | Bélgica      | 2021-2022 | 15       | 1     |
| Macarthur F. C.         | Australia    | 2022-2023 | 24       | 4     |
| Melbourne Victory F. C. | Australia    | 2023-2025 | 64       | 7     |
| Ferencváros T. C.       | Hungría      | 2025-     |          |       |

## Palmarés

### Títulos nacionales
| Título                     | Club            | País      | Año  |
| -------------------------- | --------------- | --------- | ---- |
| Copa de la Liga de Escocia | Celtic F. C.    | Escocia   | 2019 |
| Scottish Premiership       | Celtic F. C.    | Escocia   | 2019 |
| Copa de Escocia            | Celtic F. C.    | Escocia   | 2019 |
| Copa de la Liga de Escocia | Celtic F. C.    | Escocia   | 2020 |
| Scottish Premiership       | Celtic F. C.    | Escocia   | 2020 |
| FFA Cup                    | Macarthur F. C. | Australia | 2022 |